# Таркшья
Таркшья (санскр. Târkshya) — один из небесных коней, упоминаемых в Ригведе. Имя его встречается там лишь дважды, но зато прославлению этого мифического существа посвящён целый гимн (кн. X, гимн 178), принадлежащий к числу более поздних. 
Таркшья описывается здесь как могучий конь, побуждаемый богом, победитель на колесничных бегах, быстрый, спешащий на бой. Его называют даром Индры. В некоторых позднейших ведийских текстах имя Таркшья относится и к птице, а в эпической и позднейшей литературе Таркшья вполне отождествляется с быстрой птицей Гаруда, возящей на себе Вишну. Отсюда правдоподобное предположение, что Таркшья первоначально был олицетворением солнца в образе божественного коня.